# 亀岡市立南桑中学校
亀岡市立南桑中学校（かめおかしりつ なんそうちゅうがっこう）は、京都府亀岡市にある公立中学校。

## 沿革
- 1947年5月5日 - 曽我部村立曽我部中学校、稗田野村立稗田野中学校、本梅村立本梅中学校、宮前村立宮前中学校、細野村立細野中学校、西別院村立西別院中学校、東別院村立東別院小学校が開校（各小学校を借用）
- 1949年4月 - 上記7校を統合し、南桑田郡組合立南桑中学校が開校
- 1949年6月 - 独立校舎（校地は曽我部村穴太。育親、畑野、別院に分校を設置）竣工
- 1953年4月 - 別院分校を別院中学校として分離。育親分校、畑野分校を育親中学校、育親中学校畑野分校として分離
- 1955年1月1日 - 町村合併により、亀岡市立南桑中学校へ改称
- 1973年4月 - 曽我部町から現在地に移転。亀岡中学校区だった吉川町、大井町、千代川町を南桑中学校区に編入
- 1974年9月 - 新しい校章を制定
- 1976年3月 - 校歌制定
- 1981年3月 - 校舎を増築
- 1983年4月 - 亀岡市立大成中学校を分離
- 2001年9月 - コンピュータ教室を設置
- 2007年6月 - コンピュータを入れ替え
- 2011年4月 - パナソニック教育助成を受ける
- 2023年4月 - 亀岡市立別院中学校を統合

## 通学区域
以下の小学校区を通学区域とする。
- 亀岡市立曽我部小学校（全域）
- 亀岡市立稗田野小学校（全域）
- 亀岡市立東別院小学校（全域）
- 亀岡市立西別院小学校（全域）
- 亀岡市立吉川小学校（全域）
- 亀岡市立大井小学校（一部区域）

## 学校の周辺
- 亀岡運動公園
- 京都縦貫自動車道

## 交通アクセス
- 山陰本線（嵯峨野線） 亀岡駅下車
  - バス停「吉田中」下車

## 通学区域が隣接している学校
- 亀岡市立育親学園
- 亀岡市立大成中学校
- 亀岡市立亀岡川東学園
- 亀岡市立亀岡中学校

以下は大阪府。
- 高槻市立第九中学校
- 高槻市立阿武野中学校
- 茨木市立北陵中学校
- 豊能町立東能勢中学校
- 能勢町立能勢ささゆり学園